# Lasthenia coronaria
Lasthenia coronaria là một loài thực vật có hoa trong họ Cúc. Loài này được (Nutt.) Ornduff mô tả khoa học đầu tiên năm 1966.